# ديانا آنا ماريا أيون
ديانا آنا ماريا أيون (ولدت في 27 نوفمبر 2000) هي لاعبة قفز ثلاثي رومانية. أصبحت بطلة رومانيا الوطنية في عام 2023. فازت بالميدالية الفضية في بطولة أوروبا لألعاب القوى داخل الصالات المغلقة لعام 2025 في أبلدورن، بمسافة 14.31 مترًا.
شاركت في مسابقة الوثب الثلاثي ضمن دورة الألعاب الأولمبية الصيفية 2024 في باريس، فرنسا، وحصلت على المركز الثالث عشر في التصفيات بقفزة بلغت 14.03 مترًا، وفشلت في التأهل للنهائي بفارق سنتيمترين. تنافس في بطولة أوروبا لألعاب القوى 2023 في سيليزيا في يونيو 2023. حصلت على الميدالية البرونزية في دورة الألعاب الفرنكوفونية 2023 في كينشاسا. شاركت في بطولة العالم لألعاب القوى 2023 في بودابست.

## روابط خارجية
- ديانا آنا ماريا أيون في اللجنة الأولمبية الدولية
- ديانا آنا ماريا إيون في الألعاب الأولمبية الصيفية 2024